# Саратога Спрингс
Вижте пояснителната страница за други значения на Саратога Спрингс.
Саратога Спрингс в щат Ню Йорк, известен и накратко също като Саратога е град в Окръг Саратога, Ню Йорк, САЩ.
Населението му е 26 586 при преброяването на САЩ от 2010. Името отразява наличието на минерални извори (на английски: spring – извор) в областта. Докато името „Саратога“ е известно като преиначаване на коренна американска дума, като властите спорят за оригиналния термин и неговото значение. Градът е близо до центъра на Окръг Саратога, северен Ню Йорк.
Най-близкият въздушен достъп до града е Международно летище Албани.